# Sambenedettese Calcio 1983-1984
Questa voce raccoglie le informazioni riguardanti la Sambenedettese Calcio nelle competizioni ufficiali della stagione 1983-1984.

## Divise e sponsor
Lo sponsor ufficiale per la stagione 1983-1984 fu Casucci.
| Casa |

## Rosa
| N. |                   | Ruolo | Calciatore            |
| -- | ----------------- | ----- | --------------------- |
|    | Italia (bandiera) | A     | Vincenzo Attrice      |
|    | Italia (bandiera) | A     | Salvatore Buoncammino |
|    | Italia (bandiera) | D     | Luigi Cagni           |
|    | Italia (bandiera) | C     | Daniele Catto         |
|    | Italia (bandiera) | P     | Mariano Coccia        |
|    | Italia (bandiera) | C     | Michele Colasanto     |
|    | Italia (bandiera) | C     | Guido Di Fabio        |
|    | Italia (bandiera) | A     | Paolo Alberto Faccini |
|    | Italia (bandiera) | D     | Guglielmo Ferrante    |
|    | Italia (bandiera) | A     | Giuliano Fiorini      |

| N. |                   | Ruolo | Calciatore             |
| -- | ----------------- | ----- | ---------------------- |
|    | Italia (bandiera) | C     | Marcello Gamberini     |
|    | Italia (bandiera) | C     | Pasquale Minuti        |
|    | Italia (bandiera) | D     | Edgar Moras            |
|    | Italia (bandiera) | D     | Franco Ipsaro Passione |
|    | Italia (bandiera) | A     | Santo Perrotta         |
|    | Italia (bandiera) | D     | Giancarlo Petrangeli   |
|    | Italia (bandiera) | C     | Bruno Ranieri          |
|    | Italia (bandiera) | D     | Danilo Ronzani         |
|    | Italia (bandiera) | P     | Antonio Vettore        |

## Risultati

### Serie B

#### Girone di andata
| 11 settembre 1983 1ª giornata | Sambenedettese | 0 – 0 | Perugia |  |

| 18 settembre 1983 2ª giornata | Palermo | 1 – 0 | Sambenedettese |  |

| 25 settembre 1983 3ª giornata | Sambenedettese | 1 – 0 | Empoli |  |

| 2 ottobre 1983 4ª giornata | Cremonese | 2 – 1 | Sambenedettese |  |

| 9 ottobre 1983 5ª giornata | Sambenedettese | 1 – 1 | Varese |  |

| 16 ottobre 1983 6ª giornata | Triestina | 1 – 1 | Sambenedettese |  |

| 23 ottobre 1983 7ª giornata | Sambenedettese | 0 – 0 | Cesena |  |

| 30 ottobre 1983 8ª giornata | Sambenedettese | 2 – 0 | Cavese |  |

| 6 novembre 1983 9ª giornata | Campobasso | 3 – 0 | Sambenedettese |  |

| 13 novembre 1983 10ª giornata | Lecce | 0 – 0 | Sambenedettese |  |

| 20 novembre 1983 11ª giornata | Sambenedettese | 1 – 0 | Monza |  |

| 27 novembre 1983 12ª giornata | Arezzo | 0 – 1 | Sambenedettese |  |

| 4 dicembre 1983 13ª giornata | Sambenedettese | 0 – 1 | Pescara |  |

| 11 dicembre 1983 14ª giornata | Como | 2 – 1 | Sambenedettese |  |

| 18 dicembre 1983 15ª giornata | Sambenedettese | 0 – 0 | Padova |  |

| 31 dicembre 1983 16ª giornata | Cagliari | 2 – 2 | Sambenedettese |  |

| 8 gennaio 1984 17ª giornata | Sambenedettese | 2 – 1 | Catanzaro |  |

| 15 gennaio 1984 18ª giornata | Pistoiese | 1 – 1 | Sambenedettese |  |

| 22 gennaio 1984 19ª giornata | Sambenedettese | 1 – 1 | Atalanta |  |

#### Girone di ritorno
| 29 gennaio 1984 20ª giornata | Perugia | 3 – 0 | Sambenedettese |  |

| 5 febbraio 1984 21ª giornata | Sambenedettese | 1 – 1 | Palermo |  |

| 12 febbraio 1984 22ª giornata | Empoli | 1 – 1 | Sambenedettese |  |

| 26 febbraio 1984 23ª giornata | Sambenedettese | 1 – 0 | Cremonese |  |

| 4 marzo 1984 24ª giornata | Varese | 1 – 1 | Sambenedettese |  |

| 11 marzo 1984 25ª giornata | Sambenedettese | 0 – 0 | Triestina |  |

| 18 marzo 1984 26ª giornata | Cesena | 1 – 0 | Sambenedettese |  |

| 25 marzo 1984 27ª giornata | Cavese | 1 – 0 | Sambenedettese |  |

| 1º aprile 1984 28ª giornata | Sambenedettese | 2 – 0 | Campobasso |  |

| 8 aprile 1984 29ª giornata | Sambenedettese | 1 – 2 | Lecce |  |

| 15 aprile 1984 30ª giornata | Monza | 1 – 0 | Sambenedettese |  |

| 21 aprile 1984 31ª giornata | Sambenedettese | 2 – 0 | Arezzo |  |

| 29 aprile 1984 32ª giornata | Pescara | 1 – 1 | Sambenedettese |  |

| 6 maggio 1984 33ª giornata | Sambenedettese | 0 – 0 | Como |  |

| 13 maggio 1984 34ª giornata | Padova | 0 – 0 | Sambenedettese |  |

| 20 maggio 1984 35ª giornata | Sambenedettese | 1 – 0 | Cagliari |  |

| 27 maggio 1984 36ª giornata | Catanzaro | 2 – 1 | Sambenedettese |  |

| 3 giugno 1984 37ª giornata | Sambenedettese | 1 – 1 | Pistoiese |  |

| 10 giugno 1984 38ª giornata | Atalanta | 4 – 2 | Sambenedettese |  |

## Statistiche

### Statistiche di squadra
| Competizione | Punti | In casa | In casa | In casa | In casa | In casa | In casa | In trasferta | In trasferta | In trasferta | In trasferta | In trasferta | In trasferta | Totale | Totale | Totale | Totale | Totale | Totale | DR |
| Competizione | Punti | G       | V       | N       | P       | Gf      | Gs      | G            | V            | N            | P            | Gf           | Gs           | G      | V      | N      | P      | Gf     | Gs     | DR |
| ------------ | ----- | ------- | ------- | ------- | ------- | ------- | ------- | ------------ | ------------ | ------------ | ------------ | ------------ | ------------ | ------ | ------ | ------ | ------ | ------ | ------ | -- |
| Serie B      | 35    | 19      | 8       | 9       | 2       | 17      | 8       | 19           | 1            | 8            | 10           | 13           | 27           | 38     | 9      | 17     | 12     | 30     | 35     | -5 |
| Coppa Italia | 5     | 3       | 1       | 2       | 0       | 3       | 1       | 2            | 0            | 1            | 1            | 0            | 1            | 5      | 1      | 3      | 1      | 3      | 2      | +1 |
| Totale       |       | 22      | 9       | 11      | 2       | 20      | 9       | 21           | 1            | 9            | 11           | 13           | 28           | 43     | 10     | 20     | 13     | 33     | 37     | -4 |

### Statistiche dei giocatori
| Giocatore          | Serie B  | Serie B | Serie B     | Serie B    | Coppa Italia | Coppa Italia | Coppa Italia | Coppa Italia | Totale   | Totale | Totale      | Totale     |
| Giocatore          | Presenze | Reti    | Ammonizioni | Espulsioni | Presenze     | Reti         | Ammonizioni  | Espulsioni   | Presenze | Reti   | Ammonizioni | Espulsioni |
| ------------------ | -------- | ------- | ----------- | ---------- | ------------ | ------------ | ------------ | ------------ | -------- | ------ | ----------- | ---------- |
| V. Attrice         | 26       | 2       | ?           | ?          | ?            | ?            | ?            | ?            | 26+      | 2+     | ?           | ?          |
| S. Buoncammino     | 13       | 0       | ?           | ?          | ?            | ?            | ?            | ?            | 13+      | 0+     | ?           | ?          |
| L. Cagni           | 32       | 0       | ?           | ?          | ?            | ?            | ?            | ?            | 32+      | 0+     | ?           | ?          |
| D. Catto           | 30       | 0       | ?           | ?          | ?            | ?            | ?            | ?            | 30+      | 0+     | ?           | ?          |
| M. Coccia          | 37       | -32     | ?           | ?          | ?            | ?            | ?            | ?            | 37+      | -32+   | ?           | ?          |
| M. Colasanto       | 33       | 2       | ?           | ?          | ?            | ?            | ?            | ?            | 33+      | 2+     | ?           | ?          |
| G. Di Fabio        | 18       | 0       | ?           | ?          | ?            | ?            | ?            | ?            | 18+      | 0+     | ?           | ?          |
| P. Faccini         | 36       | 9       | ?           | ?          | ?            | ?            | ?            | ?            | 36+      | 9+     | ?           | ?          |
| G. Ferrante        | 37       | 1       | ?           | ?          | ?            | ?            | ?            | ?            | 37+      | 1+     | ?           | ?          |
| G. Fiorini         | 29       | 12      | ?           | ?          | ?            | ?            | ?            | ?            | 29+      | 12+    | ?           | ?          |
| M. Gamberini       | 33       | 2       | ?           | ?          | ?            | ?            | ?            | ?            | 33+      | 2+     | ?           | ?          |
| F. Ipsaro Passione | 35       | 0       | ?           | ?          | ?            | ?            | ?            | ?            | 35+      | 0+     | ?           | ?          |
| P. Minuti          | 1        | 0       | ?           | ?          | ?            | ?            | ?            | ?            | 1+       | 0+     | ?           | ?          |
| E. Moras           | 2        | 0       | ?           | ?          | ?            | ?            | ?            | ?            | 2+       | 0+     | ?           | ?          |
| S. Perrotta        | 22       | 1       | ?           | ?          | ?            | ?            | ?            | ?            | 22+      | 1+     | ?           | ?          |
| G. Petrangeli      | 36       | 0       | ?           | ?          | ?            | ?            | ?            | ?            | 36+      | 0+     | ?           | ?          |
| B. Ranieri         | 37       | 0       | ?           | ?          | ?            | ?            | ?            | ?            | 37+      | 0+     | ?           | ?          |
| D. Ronzani         | 20       | 0       | ?           | ?          | ?            | ?            | ?            | ?            | 20+      | 0+     | ?           | ?          |
| A. Vettore         | 2        | -3      | ?           | ?          | ?            | ?            | ?            | ?            | 2+       | -3+    | ?           | ?          |